# El Yerres, lluvia
El Yerres, lluvia es una pintura de 1875 del pintor impresionista francés Gustave Caillebotte, un óleo sobre lienzo de 80,3 x 59,1 cm. Muestra la superficie del agua y los alrededores de un río angosto durante una lluvia ligera. El trabajo se conserva en la colección del Museo de Arte de la Universidad de Indiana en Bloomington desde 1971.

## Contexto
El río Yerres pasaba junto a la residencia de campo de la acaudalada familia Caillebotte en la localidad del mismo nombre, a unos veinte kilómetros al sur de París. Era un ambiente aristocrático, centrado en el Château de la Grange, de la época del rey Luis XIII, que había sido habitado por la duquesa Van Guise (1615-1688) y el mariscal Mauricio de Sajonia (1696-1750), entre otros. Caillebotte se sintió particularmente atraído por el entorno del río y la atmósfera que lo rodeaba y realizó allí una gran cantidad de pinturas al aire libre en la década de 1870.

## Descripción
El Yerres, lluvia es una pintura que irradia principalmente sencillez, con mucha atención a la composición geométrica y al reflejo de la luz, como se puede apreciar también, por ejemplo, en su conocida obra Los acepilladores de parqué. Las ondas en la superficie acuática al chocar  con ella las finas gotas de lluvia parecen ser precursoras de Los Nenúfares que Claude Monet pintará años después. Los troncos verticales de los árboles, que se reflejan en el agua, forman un contraste armonioso con los círculos. No está claro si es primavera, verano u otoño, ni se puede decir si la lluvia acaba de empezar o está a punto de escampar.
La composición del cuadro es armoniosa y equilibrada. Por ejemplo, el recorte diagonal en primer plano recuerda mucho al grabado japonés, que estaba ganando popularidad en París en ese momento. Los ángulos rectos entre horizontales y verticales forman un contraste relajante con el río que pasa, un efecto que Edgar Degas utiliza a menudo en otro contexto. El camino de tierra en primer plano contrasta con la orilla erosionada de enfrente, donde hay un bote. La casa, que brilla tenuemente a través de los árboles al fondo, forma una especie de interacción arquitectónica con el entorno.
Al situar estos efectos en un hermoso entorno natural, Caillebotte llama la atención sobre su belleza. Vio como la tarea de un artista enfatizar constantemente la belleza de lo ordinario, que a menudo se pasa por alto sin sospechar.